# Bohumil Rameš

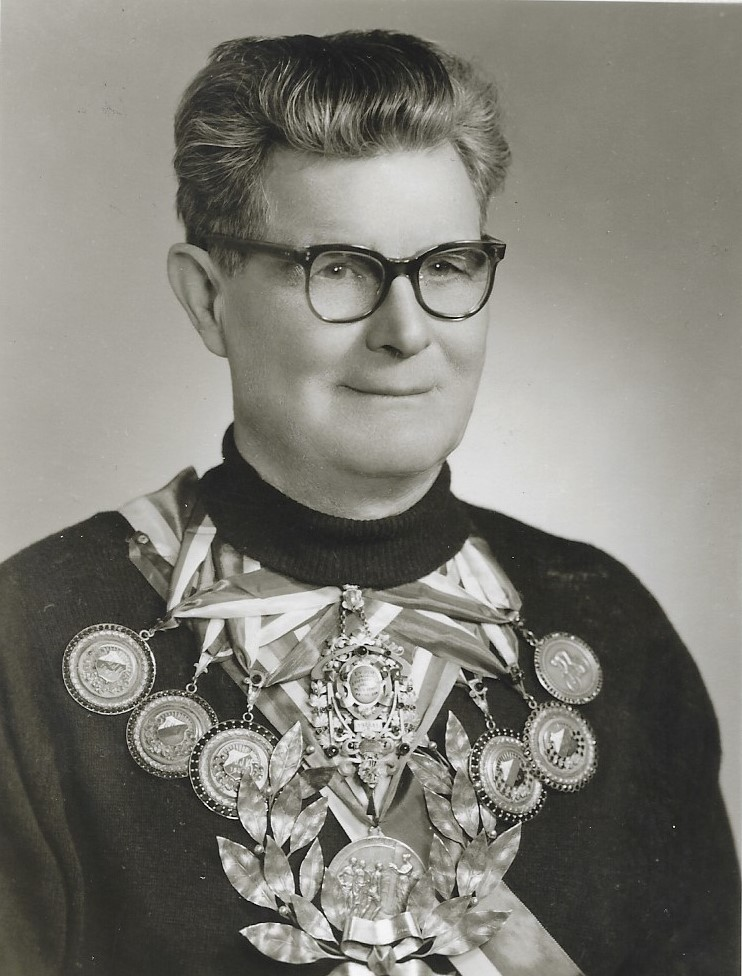
Bohumil Rameš (70 let)

Bohumil Rameš (4. března 1895, Mělník – 26. listopadu 1981, Mělník) byl český cyklista.

## Život
Narodil se v rodině mělnického klempíře Aloise Rameše a manželky Marie, rozené Hájkové. Jeho otec byl jedním z prvních českých cyklistů a syn Bohumil pokračoval v jeho dráze.
V roce 1921 se oženil se Zdenou, rozenou Vackovou.
Po úspěšné amatérské dráze byl v roce 1924 již uváděn jako profesionál.

## Sportovní kariéra
Závodit začal v roce 1911 a s přerušením za první světové války závodil úspěšně 15 let. Absolvoval přes 200 závodů amatérských i profesionálních a získal 184 prvních cen. Během své sportovní kariéry vyhrál desítky závodů včetně legendárního Praha - Karlovy Vary - Praha, ve kterém v roce 1922 v dresu A.C. Sparty zvítězil.
Několikrát porazil světového rekordmana a mistra Německa Saska Harlicha z Drážďan i profesionálního mistra Rakouska Franze Kaletu z Vídně.
Bohumil (Boba) Rameš byl svého času nejúspěšnějším závodníkem a dosáhl toho, že v jednom roce získal tituly na 1 km, 10 km v mužstvu a 50 km na závodní dráze, v jízdě do vrchu, v silničním závodě na 100 km, vyhrál Klimešův závod a závod Praha - Karlovy Vary - Praha. Byl to univerzální výkon, který se dodnes nikomu nepodařil zopakovat.
Zúčastnil se třech letních olympijských her – v roce 1912 v Stockholmu, v roce 1920 v Antverpách a v roce 1924 již jako profesionál v Paříži.

## Úspěchy
1912
63.  v silničním závodě družstev LOH ve Stockholmu
1920
9.  v silničním závodě družstev LOH v Antverpách
40.  v silničním závodě LOH v Antverpách
1922
1.  mistr ČSR na jeden kilometr
1.  mistr ČSR na deset kilometrů v mužstvu
1.  mistr ČSR na padesát kilometrů na závodní dráze
1.  mistr ČSR v jízdě do vrchu
1.  mistr ČSR v silničním závodě na 100 km
1.  vítěz Klimešova závodu Jižními Čechami
1.  vítěz závodu Praha - Karlovy Vary - Praha